# Dewarim (Parascha)
Dewarim oder Devarim (Biblisches Hebräisch דְּבָרִים ‚Worte‘) bezeichnet einen Leseabschnitt der Tora
mit dem Text
Dewarim/Deuteronomium 1,1–3,22 (1 ; 2 ; 3,1-22 ).
Es ist die Lesung des 1. oder 2. Sabbats im Monat Aw.

## Wesentlicher Inhalt
Dies ist der erste Wochenabschnitt des fünften Buchs der Tora: Dewarim. Der Text berichtet, wie Mose in einer Abschiedsrede über die vierzig Jahre seit dem Auszug aus Ägypten zurückblickt, vom Aufbruch am Horeb und der Einsetzung der Richter bis zur Eroberung des Ostjordanlandes.

## Haftara
Die zugehörige Haftara ist
Jesaja 1,1–27 .